# Alan Johnson
Alan Arthur Johnson, född 17 maj 1950 i Paddington i London, är en brittisk politiker som representerar Labourpartiet. Han är parlamentsledamot från valkretsen Kingston upon Hull West and Hessle sedan 1997 och innehade olika ministerposter 2004-2010.
Johnson var generalsekreterare för post- och telebranschens fackförening 1992-1997 (Union of Communication Workers/Communication Workers Union) innan han blev invald i brittiska underhuset. År 2003 blev han vice minister (minister of state) vid Utbildningsdepartementet med ansvar för högskolefrågor, trots att han själv slutat skolan vid 15 års ålder. Året därpå blev han ledamot av kabinettet (Storbritanniens regering) och utnämnd till arbets- och pensionsminister. Han var handels- och industriminister 2005-2006 och utbildningsminister 2006-2007 i regeringen Blair III. I Gordon Browns regering var han hälsominister från 2007 till 2009 då han efterträdde Jacqui Smith som inrikesminister efter att hon tvingats avgå i den så kallade ersättningsskandalen, där ett flertal ministrar och parlamentsledamöter krävt ersättning för privata utlägg.